# 高馗登
高馗登（1982年—），臺灣補教名師，高國華次子，高嘉均弟弟，畢業於國立台灣大學哲學系，曾任職柯林頓基金會、上海路透社。現任高老師全國直播教室共同創辦人。

## 近況
- 2014年3月7日，高國華兒子高嘉均、高馗登兄弟，斥資新台幣上億元打造高老師全國直播教室，在2014年7月起正式開課，透過與全台安親班加盟連網，進行線上直播教學。[1]

## 家庭
高馗登的哥哥高嘉均生於1981年，亦為台灣補教名師。他畢業於新竹市私立中華大學英語學系，曾任臺北市立大安國民中學老師。

## 外部連結
- 李麗滿.父親一句話 燃起鬥志 （页面存档备份，存于）.工商時報.2014-03-07
- YouTube上的東森亞洲新聞台1800《亞洲大現場》Live 專訪 高國華 VS. 高馗登 談直播教學商機.林雅芳.2014-03-05